# Clusius-Zistrose
Die Clusius-Zistrose (Cistus clusii) ist eine Art aus der Gattung Zistrosen (Cistus) und damit der Familie der Zistrosengewächse (Cistaceae).

## Beschreibung

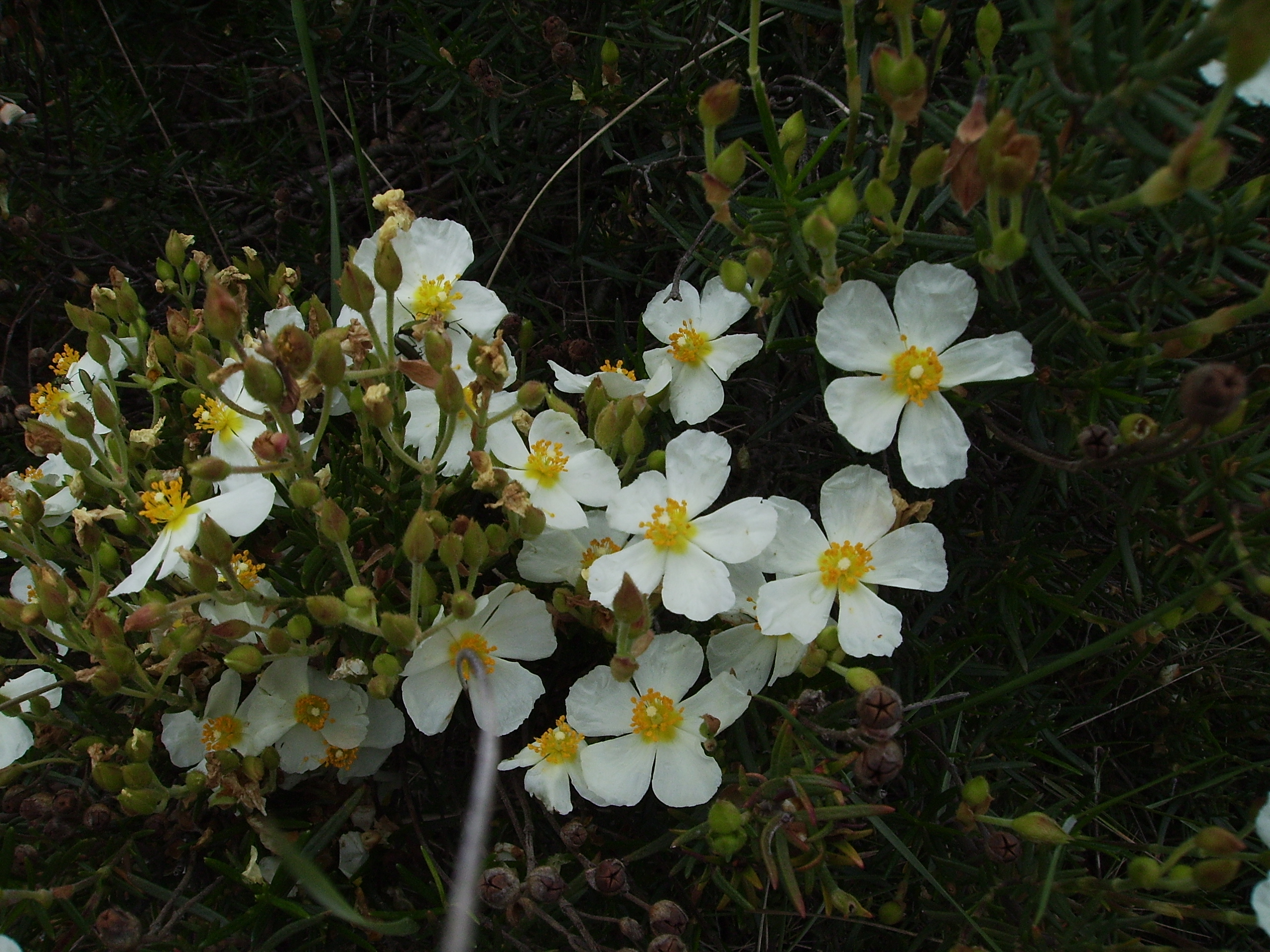
Blütenstand und Blüten

### Vegetative Merkmale
Die Clusius-Zistrose ist ein stark verzweigter Strauch, der Wuchshöhen von 30 bis 100 Zentimetern erreicht.
Die gegenständigen Laubblätter sind sitzend. Die einfachen, nadelförmigen, einnervigen Blattspreiten sind bei einer Länge von 10 bis 25 Millimetern sowie einer Breite von nur 1 bis 2 Millimetern linealisch und der Rand ist umgerollt. Sie sind oberseits dunkelgrün und unterseits weißfilzig.

### Generative Merkmale
Die Blütezeit reicht von April und Mai. Der endständige Blütenstand besteht aus einzelnen oder zusammengesetzten zymösen Gruppen mit mehreren Blüten, oder die Blüten erscheinen einzeln. Die Blütenstiele sind weißlich behaart.
Die zwittrigen Blüten sind fünfzählig mit doppelter Blütenhülle und haben einen Durchmesser von 2 bis 3 Zentimetern. Es sind drei kleine, und dreieckige, grüne bis rötliche, weißlich behaarte Kelchblätter vorhanden, die 5 bis 8 Millimeter lang sind. Die fünf weißen Kronblätter sind dachig und verkehrt-ei- bis -keilförmig. Es sind viele, relativ kurze Staubblätter vorhanden. Der Fruchtknoten ist oberständig. Der kurze Griffel endet in einer großen, kopfigen Narbe.
Die Frucht mit beständigem, langem Kelch bleibt lange an der Pflanze stehen. Die kleine, lokulizidale und holzige Kapselfrucht enthält viele Samen. Die kleinen, braunen Samen sind hart und etwa 1 Millimeter groß.
Die Chromosomenzahl beträgt 2n = 18.

## Vorkommen
Die Clusius-Zistrose kommt in Marokko, Algerien, Tunesien, Portugal, Spanien, auf den Balearen, in Frankreich, Italien und in Sizilien vor. Sie gedeiht in Macchien und in der Garigue.

## Systematik
Die Erstbeschreibung von Cistus clusii erfolgte 1824 durch Michel Félix Dunal in Augustin-Pyrame de Candolle, Prodr. 1, Seite 266. Vorher von wurde sie bereits von Charles de l’Écluse in seinem Werk Rariorum plantarum historia (1601) auf Seite 80 abgebildet. Ein Synonym von Cistus clusii Dunal ist Cistus rosmarinifolius Pourr. non All.
Bei manchen Autoren gibt es etwa zwei Unterarten:
- Cistus clusii Dunal subsp. clusii: Sie kommt nur in Spanien vor.[4]
- Cistus clusii subsp. multiflorus Demoly: Sie kommt nur in Mallorca, Ibiza und in Spanien vor.[4]